# Summer Glau
Summer Lyn Glau (San Antonio, 24 luglio 1981) è un'attrice statunitense.
È conosciuta per aver recitato nel ruolo di River Tam nella serie Firefly, nel ruolo di Cameron Phillips nella serie televisiva Terminator: The Sarah Connor Chronicles e nel ruolo di Orwell nella serie TV The Cape.

## Biografia
Nasce a San Antonio in Texas, è figlia di un'insegnante e di un general contractor, e ha due sorelle più piccole: Christie e Kaitlin. La passione di Summer è il ballo, che pratica dall'età di cinque anni. Già da piccola vince diversi premi e riesce ad entrare al Majestic Theatre di San Antonio, dove danza per un lungo periodo entrando come membro nel Ballet San Antonio Academy. Un grave infortunio al piede la costringe a fermarsi momentaneamente, e in attesa della completa guarigione si trasferisce da alcuni amici a Los Angeles. Dopo alcune esperienze nel campo della danza, decide di diventare attrice, continuando comunque a danzare.
Ha partecipato a numerosi programmi di beneficenza, come per il B.C. Women's Hospital & Health Centre, dove ha autografato numerosi orsacchiotti di peluche messi poi in vendita su eBay per aiutare la raccolta fondi dell'ospedale. Summer è anche un'amante degli animali e supporta la Society for the Prevention of Cruelty to Animals Los Angeles. Nel 1995 diventa vegetariana, ma nel 2005 sceglie di riprendere l'assunzione di carne a causa dei duri allenamenti in vista del film Serenity. Attualmente vive a San Antonio con suo marito Val Morrison e sua figlia Milena Jo nata nel Gennaio del 2015. Ha dato alla luce un'altra bambina nell'Ottobre del 2017, Sunny Isabou.

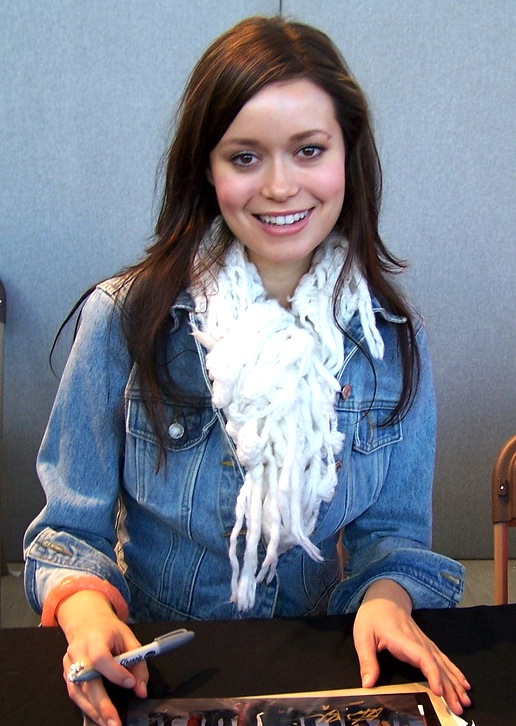
Summer Glau al CollectorMania 2005

Partecipa ad una audizione per il ruolo di Pink Ranger nello show Power Rangers e viene scritturata come seconda scelta dal regista. Il primo ruolo da attrice lo ottiene nel 2002 per una parte in un episodio della serie Angel, dove interpreta il ruolo di una ballerina fantasma nell'episodio Dietro le quinte della terza stagione. Il regista dell'episodio, Joss Whedon, colpito dalla sua bravura, decide di scritturarla per il ruolo di River Tam, una dei protagonisti della serie fantascientifica Firefly, che si concluderà dopo solo 15 puntate a causa del basso indice di ascolti. Tra il 2003 e il 2004 fa alcune comparse in telefilm come Cold Case nell'episodio Follia di un amore ("Love Conquers Al"), e ottiene un piccolo ruolo nei panni di una ragazza di nome Shelly nel film Sleepover.
Compare anche in CSI - Scena del crimine nell'episodio Cosa mangia Grissom? ("What's Eating Gilbert Grissom?"), e nella seconda stagione del telefilm The Unit nel ruolo di Crystal Burns, la ragazza di Jeremy Erhart. Il 2005 è l'anno del suo primo vero film, Serenity, che funge da conclusione della serie Firefly, diretto dallo stesso Joss Whedon. La partecipazione a Serenity le consente di vincere un Saturn Award come miglior attrice non protagonista. Nel 2006 interpreta il ruolo di protagonista nei film Mammoth e nel remake del film The Initiation of Sarah della ABC, oltre ad una parte nella serie fantascientifica 4400, comparendo in più episodi dello show.
Nel 2008 viene chiamata ad interpretare Cameron Phillips, un terminator inviato a proteggere John Connor da Skynet nella serie tv Terminator: The Sarah Connor Chronicles, serie che le fa vincere l'SFX Award come miglior attrice protagonista. Appare inoltre come special-guest star in un episodio della serie TV The Big Bang Theory nei panni di se stessa. Nel 2009 interpreta nella serie Dollhouse la dottoressa Bennett Halverson, la programmatrice di una Dollhouse rivale. Inoltre, Joss Whedon ha dichiarato di voler creare un film insieme alla Glau, che si chiamerà The Serving Girl, basato sulla danza.
Compare nella serie televisiva Chuck, recitando insieme ad Adam Baldwin con cui aveva già lavorato in Firefly. Nel 2010 partecipa alle riprese della nuova serie tv The Cape, nella quale Summer interpreta il ruolo di una blogger di nome Orwell, la quale aiuterà il protagonista nella sua missione. In seguito alla messa in onda del nono episodio della serie la serie è stata sospesa, mentre il decimo e ultimo episodio (su tredici inizialmente previsti) è visibile unicamente sul sito della NBC. Poco tempo dopo è stata confermata la cancellazione della serie.

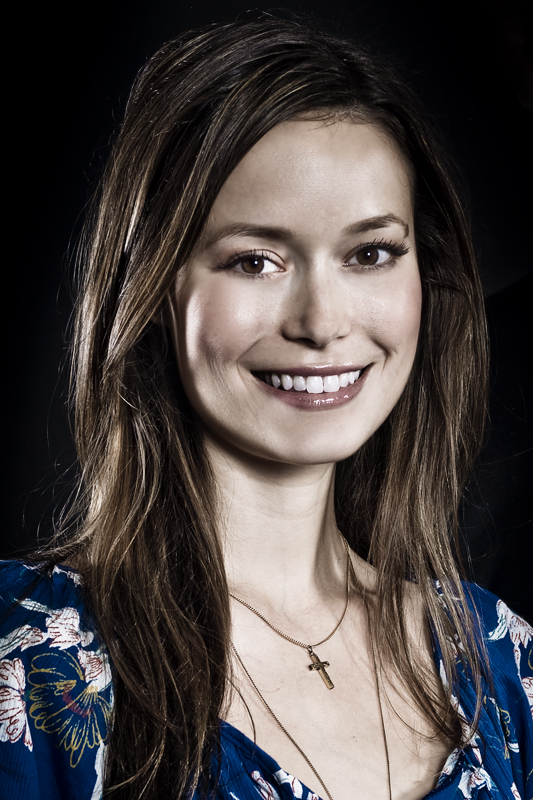
Summer Glau al FedCon 2009

Si trova inoltre nel cast dei film The Legend of Hell's Gate e Knights of Badassdom, usciti nelle sale nel 2011. Nel 2011 è nel cast dell'alternate reality game The Human Preservation Project, progetto vincitore del Leone d'Argento a Cannes 2012. Nel 2013 recita nella serie TV Arrow. Nel 2019 è apparsa in due episodi della serie Netflix Wu Assassins nella parte di Miss Jones. Successivamente ha messo da parte la sua carriera per dedicarsi alle figlie.

## Filmografia

### Cinema
- Sleepover, regia di Joe Nussbaum (2004)
- Serenity, regia di Joss Whedon (2005)
- Superman/Batman: Apocalypse, regia di Lauren Montgomery – direct-to-video (2010) – voce
- The Legend of Hell's Gate, regia di Tanner Beard (2011)
- Inside the Box, regia di David Martín Porras – cortometraggio (2013)
- Knights of Badassdom, regia di Joe Lynch (2013)
- Dead End, regia di Jay Torres – cortometraggio (2015)

### Televisione
- Angel – serie TV, episodio 3x13 (2002)
- Firefly – serie TV, 14 episodi (2002-2003)
- Cold Case - Delitti irrisolti (Cold Case) – serie TV, episodio 1x06 (2003)
- CSI - Scena del crimine (CSI: Crime Scene Investigation) – serie TV, episodio 5x06 (2004)
- 4400 – serie TV, 8 episodi (2005-2007)
- Mammoth, regia di Tim Cox – film TV (2006)
- L'iniziazione (The Initiation of Sarah), regia di Stuart Gillard – film TV (2006)
- The Unit – serie TV, 7 episodi (2006-2007)
- Terminator: The Sarah Connor Chronicles – serie TV, 31 episodi (2008-2009)
- The Big Bang Theory – serie TV, episodio 2x17 (2009)
- Dollhouse – serie TV, 4 episodi (2009-2010)
- Luna di miele fatale (Deadly Honeymoon), regia di Paul Shapiro – film TV (2010)
- Chuck – serie TV, episodio 4x08 (2010)
- The Cape – serie TV, 10 episodi (2011)
- Alphas – serie TV, 4 episodi (2011-2012)
- Grey's Anatomy – serie TV, episodi 8x16-8x17 (2012)
- Help for the Holidays, regia di Bradford May – film TV (2012)
- Hawaii Five-0 – serie TV, episodio 3x16 (2013)
- NTSF:SD:SUV:: – serie TV, episodio 3x01 (2013)
- Arrow – serie TV, 9 episodi (2013-2014)
- Sequestered – serie TV, 12 episodi (2014)
- Con Man – webserie, episodi 1x01-1x07 (2015)
- Castle – serie TV, episodio 8x14 (2016)
- Wu Assassins – serie TV, episodi 1x09-1x10 (2019)

## Riconoscimenti
- SFX Award
  - 2005 – Miglior attrice per Serenity

- SyFy Genre Awards
  - 2006 – Candidatura a miglior attrice di una serie televisiva per Serenity

- Saturn Award
  - 2006 – Miglior attrice non protagonista per Serenity
  - 2008 – Miglior attrice non protagonista per Terminator: The Sarah Connor Chronicles
  - 2009 – Candidatura a miglior attrice non protagonista per Terminator: The Sarah Connor Chronicles

- Scream Award
  - 2008 – Candidatura a miglior attrice di una serie televisiva di fantascienza per Terminator: The Sarah Connor Chronicles

- Teen Choice Awards
  - 2008 – Candidatura a miglior attrice di una serie televisiva di azione per Terminator: The Sarah Connor Chronicles
  - 2008 – Candidatura a miglior attrice televisiva emergente per Terminator: The Sarah Connor Chronicles
  - 2009 – Candidatura a miglior attrice di una serie televisiva di azione per Terminator: The Sarah Connor Chronicles

## Classifiche
- AskMen.com

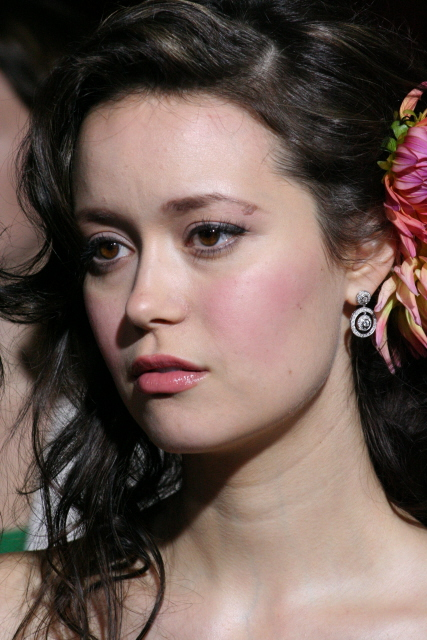
Summer Glau nel 2005 all'anteprima di Serenity

  - 36º posto nella Top 99 Women of 2009[15]
- Wizard Magazine
  - 8º posto nella classifica Sexiest Women of Tv (marzo 2008)
- SFX Magazine
  - Miglior attrice del 2005
- FHM.com[16]
  - 16º posto FHM's 100 Sexiest Women (2009)
  - 26º posto FHM's 100 Sexiest Women (2010)
  - 37º posto FHM's 100 Sexiest Women (2011)

## Doppiatrici italiane
Nelle versioni in italiano dei film e serie TV in cui appare, Summer Glau è stata doppiata da:
- Emanuela Damasio in Terminator: The Sarah Connor Chronicles, The Big Bang Theory
- Perla Liberatori in CSI - Scena del crimine, Serenity
- Domitilla D'Amico in The Unit, Dollhouse
- Ilaria Stagni in Firefly
- Francesca Manicone in Cold Case - Delitti irrisolti
- Alessandra Bellini in Luna di miele fatale
- Chiara Gioncardi in Alphas
- Laura Lenghi in Arrow
- Angela Brusa in Grey's Anatomy
- Emanuela D'Amico in Castle